# Посушливе літо
«Посушливе літо» (тур. Susuz Yaz) — турецький фільм 1963 року режисера Метіна Ерксана з елементами психологічної драми.
Цей фільм став кінодебютом для Хюльї Кочііт, яка згодом стала однією з найзатребуваніших і найвідоміших актрис турецького кіно.

## Сюжет
Фільм відбувається в одному з сіл у провінції Ізмір. Осман вирішив загатити струмок на своїй землі навесні, знаючи, що літо буде дуже посушливим і води не вистачить для всіх фермерів, які її потребують. Його молодший брат Хасан закликає його не загачувати струмка, але неохоче йде разом з ним. Фермери в люті від цього. Вони ініціюють правовий спір. Осману наказано тримати джерело відкритим, поки спір вирішиться, але він не підкоряється цим наказом. Хасан через жалість до сусідів іноді відкриває греблю, але Осман швидко закриває її.
Тим часом Хасан залицяється, а потім одружується з молодою дівчиною, яку звати Бахар. В першу шлюбну ніч Осман вривається до них у спальню і наказує їй народити 10 дітей для їхньої родини. Хасану довелось поставити комод перед вікном, щоб заблокувати свого п'яного брата. Осман знаходить тріщину в стіні і продовжує підглядати.
Один з фермерів вбиває собаку Османа, спонукаючи братів стежити вночі, щоб запобігти подальшому насильству. Тієї ночі двоє фермерів підривають дамбу. Осман і Хасан переслідують диверсантів. Осман робить кілька пострілів і вбиває одного з фермерів. Він переконує Хасана, щоб той взяв на себе провину за вбивство, стверджуючи, що Хасан набагато молодший і отримає легше покарання.
Хасана засуджено до 24 років, а потім скорочено до 8, тому що його спровокували. Осман використовує відсутність Хасана щоб оволодіти Бахар. Він знищує листи Хасана, щоб виглядало так, ніби він забув її. Коли в тій самій тюрмі, де перебуває її чоловік, вбивають в'язня на ім'я Хасан, Бахар приходить в замішання. Вона втікає з ферми і повертається до матері. Осман переконує її повернутися, пояснивши, що, як вдові Хасана, їй належить половина всього.
Хасан не помер, і врешті він помилуваний. По дорозі додому з в'язниці він дізнається, як Осман обдурив його дружину. Він йде з'ясовувати стосунки з братом. Осман стріляє першим в Бахар, яка біжить до нього з сокирою. Він багато разів стріляє в Хасана, але тому вдається повалити брата і втопити його. Тіло Османа змиває в шлюз до ферм, які він був позбавив води.

## В ролях
| Актор           | Роль                                    |
| --------------- | --------------------------------------- |
| Ульві Доган     | Хасан головний протагоніст, брат Османа |
| Хюлья Кочііт    | Бахар дружина Хасана                    |
| Ерол Таш        | Коджабаш Осман брат Хасана              |
| Хакко Хактан    | Велі Сарі                               |
| Алаеттін Алтиок |                                         |
| Зекі Тюней      |                                         |
| Явуз Ялинкилич  |                                         |

## Виробництво
Фільм знято в тому місці, де Неджаті Джумали, автор екранізованого оповідання, колись був юристом, у селі Бадемлер в районі міста Урла провінції Ізмір. Оповідання засноване на спостереженнях автора тих років. У фільмі, присвяченому темі водних і земельних суперечок, статистами стали сільські жителі. Знімання, яке почали 1963 року, велика команда закінчила за дев'ять місяців.
Після цього фільм «поклали на полицю», і почалися нескінченні суперечки між режисером Метіном Ерксаном і продюсером, а також одним з провідних акторів, Ульві Доганом. Останній таємно переправив фільм в багажнику автомобіля до Європи, де його показали на Берлінському кінофестивалі, він здобув Золотий приз фестивалю і досяг великого успіху в Європі.

## Нагороди та номінації
Фільм здобув головний приз «Золотий ведмідь» на 14-му Берлінському міжнародному кінофестивалі, а також приз бієнале на 25-му Венеційському кінофестивалі. Цей фільм став першим турецьким фільмом, який був номінований у номінації Премія «Оскар» за найкращий фільм іноземною мовою 37-ї кінопремії Оскар, але в остаточний список не потрапив.

## Спадщина
Фільм став першим турецьким фільмом, про який дізнався весь світ. Він продовжує тему власництва, яку Ерксан раніше вже розкрив у попередньому фільмі Помста зміїв
Цей фільм займає перше місце в списку «100 кращих фільмів Туреччини» на думку Міністерства культури і туризму Туреччини